# Braga-Vorfall
Der Braga-Vorfall war ein akademischer Skandal, der sich auf der Konferenz der European Association of Chinese Studies (EACS) vom 22. bis 26. Juli 2014 in Braga (Portugal) und in der Zeit danach abspielte. Auslöser des Skandals war der Umstand, dass Xu Lin, die damalige Generaldirektorin von Hanban und Hauptgeschäftsführerin des Hauptsitzes des Konfuzius-Instituts, eigenmächtig einzelne Seiten aus dem offiziellen Konferenzprogramm entfernen ließ. Die von ihr beanstandeten Seiten enthielten zum einen die Erwähnung des Konfuzius-China-Studienprogramm (KCSP) als Mitsponsor der Konferenz und zum anderen die Erwähnung der taiwanischen Chiang-Ching-kuo-Stiftung für internationalen akademischen Austausch als Sponsor. Bei ihrem Vorgehen berief sich Xu auf geltende „chinesische Vorschriften“
Das Wall Street Journal beschrieb den Vorfall als „schikanöse Vorgehensweise gegenüber der akademischen Freiheit“. Der Vorfall führte zu erneuter Kritik an den Konfuzius-Instituten.

## Entfernung von Konferenzunterlagen
Die Anmeldung zur Konferenz begann am 22. Juli 2014, und etwa 100 Teilnehmer erhielten vollständige Exemplare der Zusammenfassungen und des über 90-seitigen Programms. Nachdem Xu Lin, eine Hauptrednerin, am Abend eingetroffen war, bestand sie darauf, dass jegliche Erwähnung des Konfuzius-China-Studienprogramms aus den Kurzfassungen der Konferenz entfernt werden sollte. Xu wies ihre Untergebenen vom Hauptsitz des Konfuzius-Instituts an, alle Konferenzunterlagen zu entfernen und in die Wohnung eines örtlichen Lehrbeauftragten des Konfuzius-Instituts zu bringen. Dort wurden vier Seiten aus dem Konferenzprogramm und eine Seite aus den Zusammenfassungen, die sich auf die taiwanesische Chiang-Ching-kuo-Stiftung für internationalen akademischen Austausch bezogen aus den Konferenzunterlagen entfernt. Die Chiang-Ching-kuo-Stiftung, eine taiwanesische akademische Organisation, die chinesische Studien unterstützt und fördert, war in den vorangegangenen 20 Jahren Hauptsponsor der EACS-Konferenz gewesen. Bei der EACS-Konferenz war das Konfuzius-China-Studienprogramm (KCSP) Mitsponsor, doch wollte Xu dies ebenfalls nicht im Programm erwähnt sehen, weshalb sie alle Seiten, in denen das KCSP erwähnt wurde, entfernen ließ.
Als die restlichen 300 Teilnehmer am Folgetag zur Konferenzanmeldung eintrafen, erhielten sie nicht die gedruckten Zusammenfassungen und Programme, sondern nur einen kurzen zusammengefassten Zeitplan. In letzter Minute fanden Verhandlungen zwischen Xu Lin und den Konferenzveranstaltern statt. Dabei sollte sichergestellt werden, dass die Konferenzteilnehmer das Programm erhielten. Schließlich kam es zu einem Kompromiss, der darin bestand, dass die Zusammenfassungsseite, auf der erwähnt wurde, dass die KCSP die Konferenz finanziell unterstützt, entfernt blieb. Die Unterlagen für das Konferenzprogramm waren vom EACS hergestellt und bezahlt worden. Die Kosten für die Zusammenfassungen wurden vom Konfuzius-China-Studienprogramm gedeckt, das vom Hauptsitz des Konfuzius-Instituts in Peking verwaltet wird.
Am Vormittag des 24. Juli 2014 erhielten die übrigen 300 Konferenzteilnehmer ihre Unterlagen, denen nun vier gedruckte Seiten fehlten, und zwar das Titelbild, welches erwähnte, dass das KCSP die Konferenz mitsponsorte sowie drei Seiten aus dem Konferenzprogramm. Die zensierten Seiten enthielten sowohl Informationen über die Chiang-Ching-kuo-Stiftung als auch über die Buchausstellungen und die Buchspenden, welche durch die Nationale Zentralbibliothek Taiwans organisiert worden war. Darüber hinaus wurden jetzt nicht mehr die Buchverlagsnamen, die Sponsoren und die Veranstaltungen der Konferenz sowie wichtige Informationen über das KCSP aufgeführt. Der Direktor der Nationalen Zentralbibliothek Taiwans erklärte, dass sich Beamte und Mitglieder der EACS während der Eröffnungszeremonie gegen Xus Zensur ausgesprochen hätten.
Die EACS protestierte und ließ später alle entfernten Seiten zur Verteilung an alle Konferenzteilnehmer nachdrucken. Roger Greatrex, der Präsident der EACS, gab einen Bericht über die Seitenentfernungen heraus sowie ein offizielles Protestschreiben, in dem er feststellte: „Eine solche Einmischung in die interne Organisation der internationalen Konferenz einer unabhängigen und demokratisch organisierten gemeinnützigen akademischen Organisation ist völlig inakzeptabel.“

## Reaktion
Marshall Sahlins, emeritierter Professor an der Universität von Chicago und führender Kritiker der Konfuzius-Institute, erklärte, dass die Zensur während der EACS-Konferenz die mangelnde Ernsthaftigkeit des Hanban bei der Einhaltung ihrer vertraglichen Pflichten ans Licht bringe: „Außerdem werden sie diese auf die gleiche Weise durchsetzen, wie sie es in China tun, was nicht so sehr durch den Gang vor Gericht geschieht, ... sondern einfach durch eine Anordnung.“ Die Zeitung The Christian Science Monitor erwähnte, dass durch diese Zensur die Unzufriedenheit der amerikanischen, europäischen und australischen Akademiker in Bezug auf die Konfuzius-Institute zunehmen würde, und berichtete, dass Xu, als sie sich in Schanghai privat mit ausländischen Wissenschaftlern traf, die sie nach den fehlenden Seiten fragten, die Anordnung der Zensur bestritt.
Im Dezember wurde Xu Lin von einem Reporter der BBC in Peking interviewt. Als der Reporter den Vorfall von Braga zur Sprache brachte, erhob Xu Lin Einspruch und bestand darauf, große Teile des Interviews zu streichen. In dem Interview wies sie unter anderem darauf hin, dass Taiwan zu China gehöre und sich Außenstehende deshalb nicht einzumischen haben. Die BBC stimmte der Zensurforderung nicht zu. „Xu Lin weigerte sich nicht nur, schwierige Fragen zu beantworten, sie politisierte auch die Konfuzius-Institute und verstärkte den Eindruck, dass diese von Dogmatikern geleitet werden“, kommentierte Gary Rawnsley, Professor für Public Diplomacy an der Aberystwyth University, Wales. Das Wall Street Journal berichtete über Xus BBC-Interview: „Kritiker argumentierten, dass Chinas Konfuzius-Institute eine Bedrohung für die akademische Freiheit in den Vereinigten Staaten, Kanada, Europa und darüber hinaus darstellen. Nun hat die für die Konfuzius-Institute zuständige Beamtin Pekings dies bestätigt.“

## Universitäten schließen Konfuzius-Institute
Hauptartikel: Kritik an Konfuzius-Instituten
Die University of Chicago, die Pennsylvania State University und die Schulbehörde des Bezirks Toronto trennten sich 2014 von den Konfuzius-Instituten. Am 20. Dezember 2014 löste die Universität Stockholm die Zusammenarbeit mit dem Konfuzius-Institut, welche seit 2005 bestand, auf. Die Universität war die erste in Europa, die eine Zusammenarbeit mit dem Konfuzius-Institut aufgenommen hatte. Die Berichterstattung in der schwedischen Presse über den Vorfall von Braga soll diese Entscheidung beeinflusst haben. Der Rektor der Universität sagte zu diesem Entschluss: „Generell ist es fragwürdig, im Rahmen der Universität Institute zu haben, die von einem anderen Land finanziert werden.“
Die Times berichtete, dass Schweden die Zusammenarbeit mit allen Konfuzius-Instituten beendet hatte. Dadurch sei Schweden das erste europäische Land, das 2020 keinerlei Konfuzius-Institute mehr an ihren Universitäten hat. Ein Grund dafür sollen die sich verschlechterten Beziehungen zwischen Schweden und der Kommunistischen Partei Chinas sein.
Zwischen 2015 und 2020 beschlossen weitere Universitäten die Zusammenarbeit mit den Konfuzius-Instituten zu beenden, beispielsweise in Kopenhagen, Stuttgart, Düsseldorf, Hamburg, Lyon, Toulouse, Nanterre, Ontario, Quebec, Montreal, Toronto, Den Haag, Basel und in mehreren Bundesstaaten der USA.